# Papiernia (powiat obornicki)
Papiernia – osada leśna w Polsce położona w województwie wielkopolskim, w powiecie obornickim, w gminie Oborniki.